# Gisela von Spiegelberg
Gisela von Spiegelberg (* um 1170; † nach dem 7. Dezember 1221) war die erste Äbtissin des Fraumünsters in Zürich, die durch einen Gnadenakt König Friedrichs von Hohenstaufen zur Herrin Zürichs aufgewertet wurde.

## Geschichtlicher Hintergrund

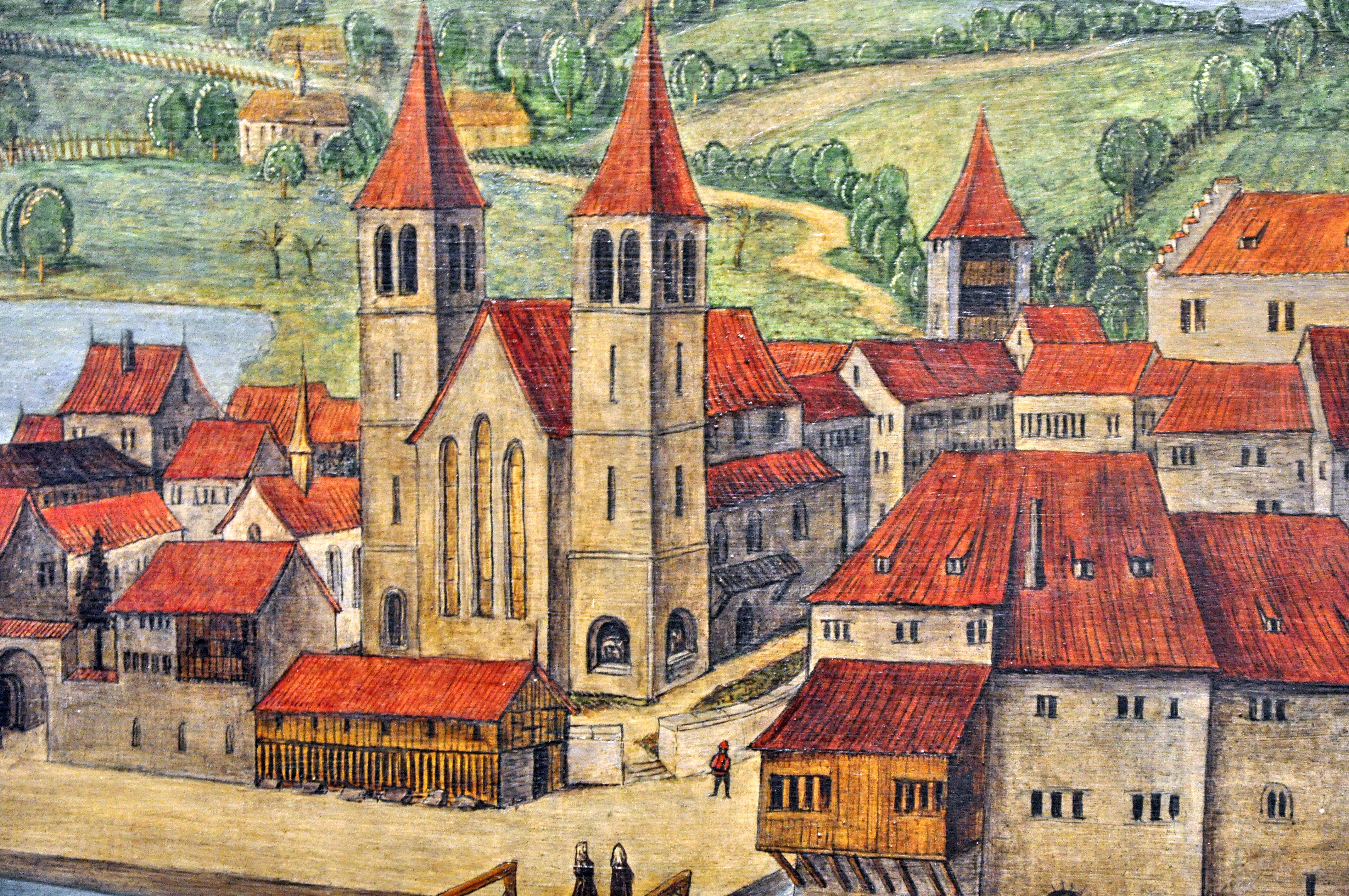
Das Fraumünster in Zürich auf den Altarbildern von Hans Leu dem Älteren, Ende 15. Jahrhundert

Zürich besass mit dem Grossmünster und dem Fraumünster zwei geistliche Stifte. Das Fraumünster mit seiner jeweiligen Äbtissin war von wesentlicher Bedeutung für die Verwaltungsaufgaben und schon im 9. Jahrhundert der politische Arm des Königs in der Stadt. Zwischen 1050 und 1250 erreichte das Fraumünster in Zürich den Höhepunkt seines Einflusses. Die weltliche Herrschaft über beide Stifte und die angeschlossene Stadt Zürich oblag seit dem frühen 11. Jahrhundert als erbliches Amt einem Reichsvogt aus den Reihen der Lenzburger beziehungsweise Zähringer. Beide Geschlechter waren 1218 in der Hauptlinie ausgestorben.
Mit der Aufteilung der Reichsvogtei zwischen Kyburg und einer De-facto-Reichsstadt Zürich unterstellte Friedrich II. 1218 die Stadt seiner unmittelbaren Kontrolle. Der Vogt wurde nach seiner Bestimmung von nun an in kommunaler Selbstverwaltung gewählt. Die Fraumünster-Äbtissin, vom Konvent gewählt und von König wie Bischof bestätigt, war nun zugleich Stadtherrin von Zürich. Dieser Zustand wurde 1245 durch Friedrich II. (seit 1220 Kaiser) weiter zementiert, indem er die Äbtissin als Reichsfürstin belehnte und ihr damit zu reichsunmittelbarer Stellung verhalf.

## Leben
Als erste von acht thurgauischen Äbtissinnen des Fraumünster Zürich wurde Gisela von Spiegelberg 1218 in das Amt gewählt, begleitet von heftigem Protest einiger Nonnen, die die Wahl nicht anerkannten. Ob dies daher rührte, dass ebendiese Nonnen nicht an der Wahl beteiligt waren, oder ob dies, was wesentlich brisanter gewesen wäre, von den durch diese Wahl entrechteten Erben der Zähringer angestiftet wurde, ist umstritten. Der heftigste gegen sie erhobene Vorwurf war, von Spiegelberg sei die Mutter mehrerer Kinder eines Klerikers – woraufhin der Bischof von Konstanz, Konrad II. von Tegerfelden, sich ausserstande sah, ihre Wahl anzuerkennen. Umgekehrt beauftragte der damalige Papst Honorius III. eine Dreierkommission aus den Äbten von St. Gallen, Salem und Fischingen, die opponierenden Nonnen «zum Gehorsam zu bewegen», andernfalls solle der Vorwurf gerichtlich untersucht werden. Über den Ausgang ist wiederum nichts bekannt: jedenfalls hatte Gisela von Spiegelberg das Amt als Äbtissin bis zu ihrem Tod inne.
Eine Beurkundung durch Gisela von Spiegelberg als Zeugin eines Landkaufs ist erstmals aus dem Jahr 1220 überliefert, «in der 8. Indiktion, also noch vor dem 24. September des Jahres».
Hervorgehoben wird insbesondere ihr Engagement für die Kranken im Siechenhaus St. Jakob an der Sihl.
Aber nicht nur hier wirkte ihr Einfluss: «Fraumünsteräbtissin Gisela von Spiegelberg soll einem Kaplan von St. Jakob neben dem Einkommen aus den Seelmessen eine Pfrund geben wie anderen ihrer Chorherren.» «Der Kaplan darf an keiner anderen Pfarrkirche Dienst leisten. Wenn er eine andere Pfrund erhält, soll ihn die Fraumünsteräbtissin ersetzen. Sie hat das Recht, ihm seinen Pfrundlohn vorzuenthalten, wenn er ungenügend arbeitet.»
Nach Giselas Tod wurde Adelheid von Murkart 1222 Äbtissin.